# Ruan Yi
Ruan Yi (China, 17 de junio de 1981) es una nadadora china retirada especializada en pruebas de estilo mariposa, donde consiguió ser medallista de bronce mundial en 2001 en los 4x100 metros estilos.

## Carrera deportiva
En el Campeonato Mundial de Natación de 2001 celebrado en Fukuoka ganó la medalla de bronce en los relevos de 4x100 metros estilos, nadando el largo de mariposa, con un tiempo de 4:02.53 segundos, tras Australia (oro con 4:01.50 segundos) y Estados Unidos (plata con 4:01.81 segundos).